# لاتو

لاتو شهری در شهرستان کودوگو در استان بولکیمده در بورکینافاسوی غربی مرکزی است جمعیت آن ۳۲۵۶ نفر است.